# Baie de São Francisco (Cap-Vert)
La baie de São Francisco (portugais : Baía de São Francisco) est une baie située sur la côte sud-est l'île de Santiago au Cap-Vert.

## Présentation
La baie est située à 8 km au nord-est du centre-ville de Praia), la capitale du Cap-Vert. 
La baie a été mentionnée sur la carte de 1747 par Jacques-Nicolas Bellin sous le nom de « Saint-Francisco ».  